# Key account manager
För andra betydelser, se Kam (olika betydelser)
Key account manager, ibland förkortat KAM, är en befattning inom ett företag som arbetar med företagets nyckelkunder, det vill säga företagets viktigaste kunder. 
En key account manager är ansvarig för få namngivna kunder med ett strategiskt värde för företaget. Mestadels handlar det om att säkerställa en god affärsrelation med omsättnings- och resultatsansvar på längre sikt. 
Skillnaden mellan key account manager och vanlig säljare är att en key account manager mer inriktar sig på att få fram kunders behov och se till att få dessa tillgodosedda.
Säljarnas Riksförbund certifierar yrkestiteln Key Account Manager på europanivå enligt SeQF i i Sverige.